# Whip (Fahrgeschäft)
Der Whip ist ein Fahrgeschäft, welches bereits 1914 von der Wilhelm F. Mangels in Coney Island, New York, USA patentiert wurde.
Die Fahrt besteht aus zwei kreisförmigen Drehplattformen auf gegenüberliegenden Seiten einer rechteckigen Basis. Ein Motor dreht ein Kabel/Seil, das eine Anzahl von Wagen mit 2–4 Sitzplätzen um eine laminierte Holzschiene führt. Die Fahrt folgt der Strecke, während sich das Kabel dreht. Wenn das Auto eine der Drehplattformen erreicht, nimmt die Geschwindigkeit zu und zieht die Fahrer zur Seite, während der Wagen um die Ecke „peitscht“. Whips mit 8, 10 oder 12 Autos standen zur Verfügung. Es gibt mindestens zwei Modelle mit 16 Fahrzeugen, eines in Kennywood und das andere in Knoebels. Die Peitsche ist häufig in älteren, historischen Parks zu finden.
Der Name der Whip (dt. Peitsche) könnte viele glauben machen, dass es sich um eine aggressive Fahrt handelt. Die meisten sind aber tatsächlich sehr ruhig. Die normale Mindestgröße beträgt 120 cm. In manchen Parks können die Fahrer auch kleiner sein, wenn ein Erwachsene mitfährt. Das könnte daran liegen, dass die Version bei Knoebel nicht abschließbare Bügel hat, und die Fahrer während der Fahrt leicht aussteigen könnten, was diesen Einschränkungen möglicherweise einen Grund hinzufügt.

## Heute

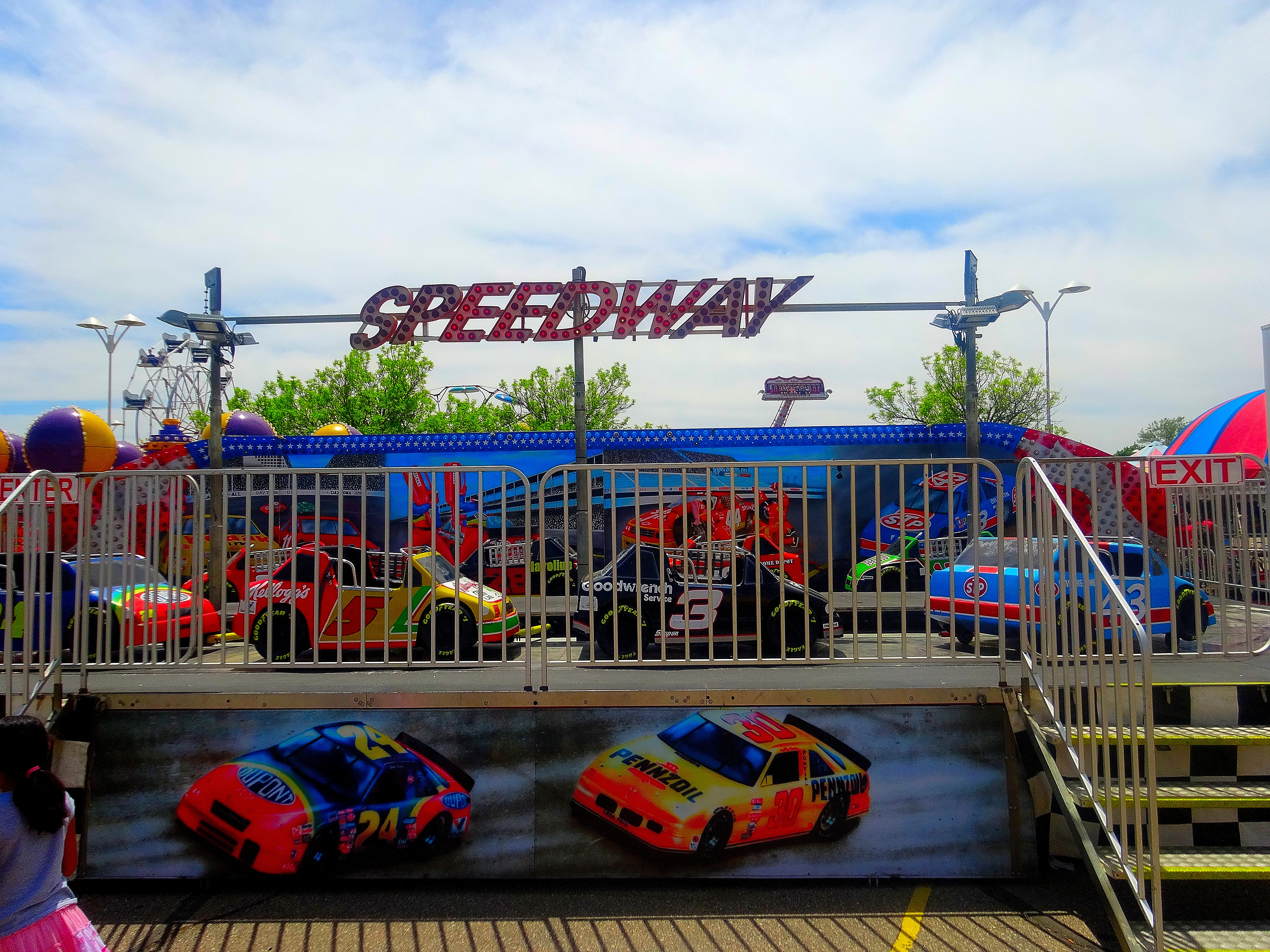
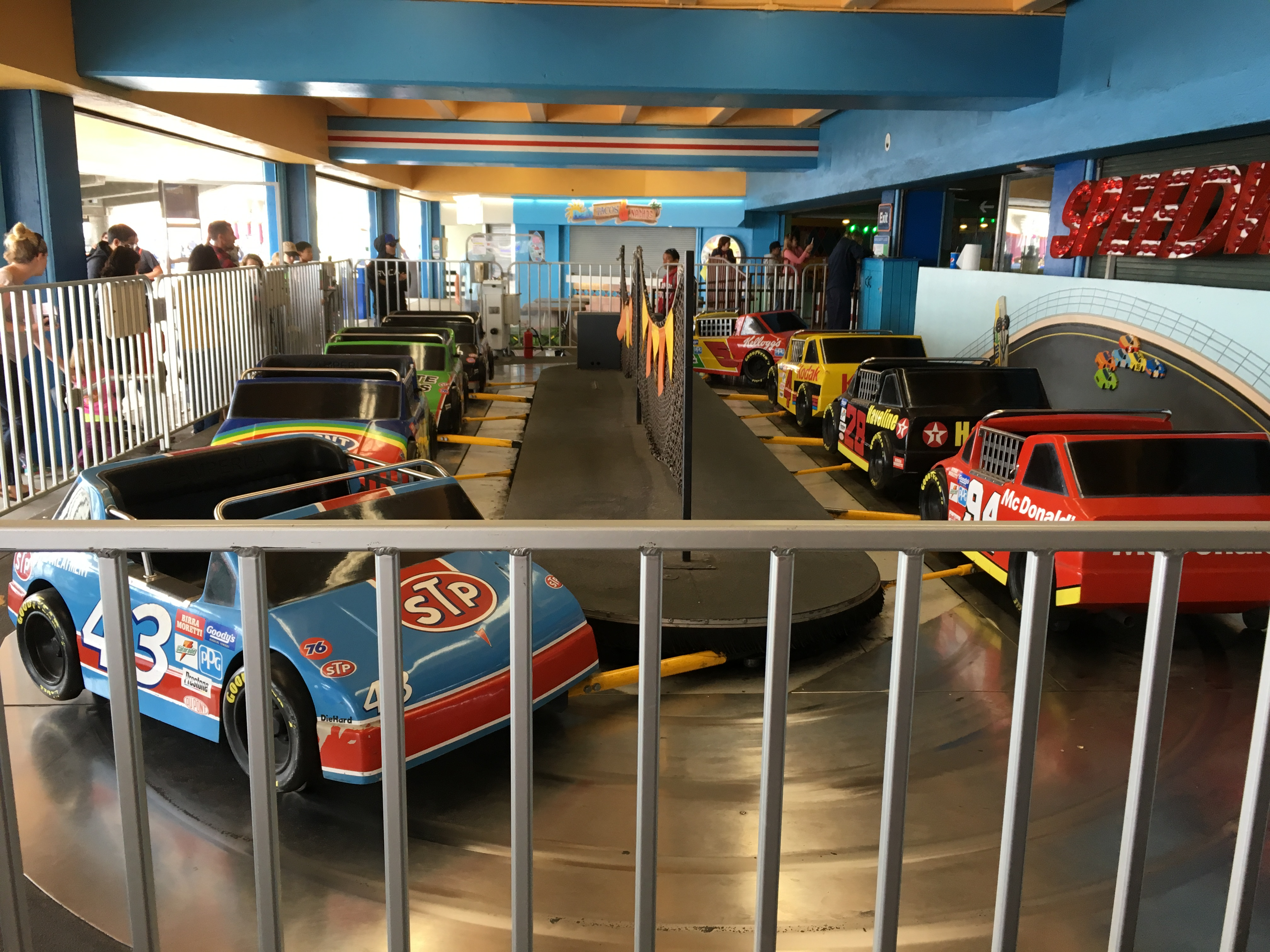

Heute gibt es nur noch wenige Ausführungen der großen Whip, in Europa gar keine mehr.
| Park                                 | Ersteröffnung |
| ------------------------------------ | ------------- |
| Dorney Park & Wildwater Kingdom, USA | 1918          |
| Kennywood Park, USA                  | 1919          |
| Playland, USA                        | 1928          |
| Knoebels Amusement Park, USA         | 1940          |

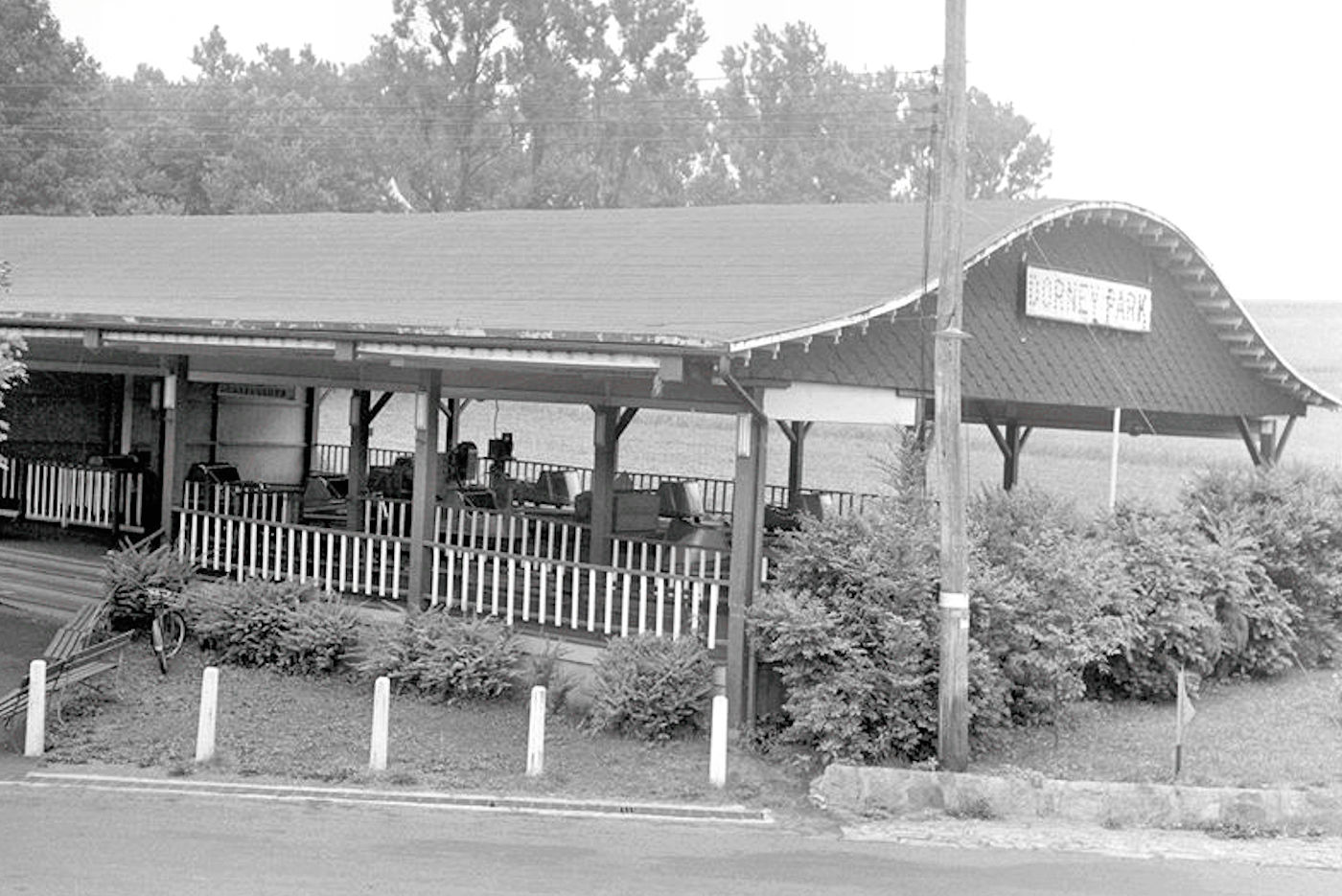

Heutzutage werden nur noch kleinere Whips unter dem Namen Speedway von der Firma Zamperla produziert. Diese sind in vielen Parks wie z. B. dem Movie Park Germany zu finden.